# مارك فاريل
مارك فاريل (بالإنجليزية: Mark Farrell)‏ هو سياسي أمريكي، ولد في 15 مارس 1974 في الولايات المتحدة. حزبياً، نشط في الحزب الديمقراطي. وقد انتخب عمدة سان فرانسيسكو ‏ (23 يناير 2018 – ).